# 松村美香
松村 美香（まつむら みか、1963年 - ）は、日本の開発コンサルタント、小説家。元青年海外協力隊の隊員。『ロロ・ジョングランの歌声』で第1回城山三郎経済小説大賞を受賞。

## 来歴
東京都杉並区に生まれる。実家は印刷屋を営んでいた。東京都立豊多摩高等学校を経て、中央大学経済学部を卒業。大学在学中に、父親が脳卒中のため他界した。また大学在学中に、留学生の寄宿寮で寮運営のボランティアをしていた。村松によるとこの2つが後の人生に大きな影響を与えたと語っている。
大学卒業後、自動車販売買社に就職するが、青年海外協力隊に合格。職種は日本語教師で、派遣先はタイであった。
協力隊での活動後、アメリカ合衆国に4ヶ月間語学留学、その後、1990年に日本総合研究所に入所。この頃、協力隊での経験をエッセイにまとめた『タイ、水牛のいる風景』を出版する。
1993年、海外貨物検査株式会社に転じた。また会社勤務しながら、社会人向けの夜間大学院であった筑波大学大学院ビジネス科学研究科に入学した。
2001年、コーエイ総合研究所に転じる。その後、小説を書くための時間を捻出するために正社員ではなく契約社員に変更した。2008年、第1回城山三郎経済小説大賞に応募した『ロロ・ジョングランの歌声』で大賞を受賞。

## 主な作品

### 小説
- 『ジャカルタ炎上』文芸社、2003年3月。ISBN 4835549694
- 『犬死一番の謎』郁朋社、2005年9月。ISBN 4873023211
- 『ロロ・ジョングランの歌声』[注釈 4]

初出は同名のタイトルでダイヤモンド社から出版(2009年、ダイヤモンド社、ISBN 978-4-47800844-7)。2012年に、角川文庫版として『利権聖域 : ロロ・ジョングランの歌声』(2012年、角川グループパブリッシング、ISBN 978-4-04100233-9)。
- 『利権鉱脈 小説ODA』角川書店、2012年11月。ISBN 978-4041103456
- 『アフリカッ!』中央公論新社、2013年12月。ISBN 978-4120045806
- 『老後マネー戦略家族 (ファミリー) !』中央公論新社，2017年3月 ISBN 978-4122063853

### エッセイ
- 『タイ、水牛のいる風景』(1990年、勁草書房) ISBN 4-32685111-2